# Kadmilos
Kadmilos (gr. Καδμίλος Kadmílos, łac. Cadmilus) – w mitologii greckiej jeden z synów Hefajstosa i nimfy Kabeiro lub Kadmilosa, syna Hefajstosa i Kabeiro. Z pozostałym rodzeństwem – Aksiokersosem, Aksiokersą i Aksierosem był wraz z Dioskurami, również opiekunem żeglarzy.
Mnaseas z Patary utożsamiał Kadmilosa i jego rodzeństwo z Kabirami oraz z Kuretami, Korybantami i Dioskurami i z kultem: Dionizosa, Hadesa, Hermesa i Demeter lub odpowiednio z Demeter (Aksieros), Persefoną (Aksiokersa), Hadesem (Aksiokersos) i Hermesem (Kadmilos), a w mitologii rzymskiej z Jowiszem, Merkurym, Junoną i Minerwą.